# Hemicelulaze
Hemicelulazele sunt enzime hidrolizante ce pot avea largi utilizări în industria textilă, în zootehnie și în industria farmaceutică. 
Hemicelulazele - amilazele și proteazele sunt utilizate de mult timp în panificație. S-a arătat că folosirea preparatelor enzimatice care conțin hemicelulaza, conduce la probleme cauzate de adaosul de fibre dietetice și de prezența pentozanilor insolubili. 
Enzimele sunt utilizate în păstrarea calității pâinii și a biscuiților, acolo unde aditivii chimici au fost înlocuiți.  
Hemicelulazele, în combinație cu acid ascorbic, reprezintă înlocuitori corespunzători ai bromatului ca agent de albire, lucru care a fost, deja, realizat în S.U.A.